# Novelleforlaget
Novelleforlaget.dk var et dansk forlag der blev grundlagt i 2008 og ophørte i 2011.
Forlaget udgav noveller på nettet til at læse på computer, smartphone, e-bogslæser eller på tryk.
I 2010 startede forlaget hjemmesiden novelleundervisning.dk med digitalt undervisningsmateriale til folkeskoler, gymnasier og andre undervisningsinstitutioner.
Bag forlaget stod Vivian Evelyn Lee Chrom og Anne Zenon.
Forlaget udgav først og fremmest noveller af danske forfattere som f.eks. Jan Sonnergaard, Dorthe Nors og Kåre Bluitgen. Man kunne også læse noveller af nye forfattertalenter som Cecilie Lolk Hjort og A. Silvestri, og klassikere skrevet af f.eks. H.C. Andersen, B.S. Ingemann og Steen Steensen Blicher.[kilde mangler]
Forlagets noveller var endvidere tilgængelige hos landets boghandlere.[kilde mangler]